# 拉蒂法·西蒙
拉蒂法·阿莉娅·西蒙（1977年1月29日—）是美国民主党籍政治人物，现担任加利福尼亚州第十二国会选区联邦众议员。
西蒙曾在旧金山湾区捷运董事会和加利福尼亚州立大学系统的董事会任职。她目前担任MeadowFund基金会主席，该组织是由Netflix联合创始人里德·哈斯廷斯的妻子帕特里夏·奎林创建的捐赠人建议基金。西蒙还曾担任Akonadi基金会主席，该组织专注于加利福尼亚州奥克兰的种族正义问题。2003年，当时只有19岁的她因领导青年女性发展中心（现为青年女性自由中心）荣获麦克阿瑟奖。

## 早年生活
西蒙在密爾斯學院获得了公共政策学士学位，并于2017年在该校的毕业典礼上发表演说。此外她还获得了旧金山大学的公共管理硕士学位，并于2014年在斯坦福大学社会企业家項目進修。

## 职业生涯
在卡玛拉·哈里斯担任旧金山地区检察官期间，西蒙主导了该市“重回正轨”项目的创设，该项目旨在帮助被指控涉嫌贩卖低级别毒品重罪的年轻成人。西蒙此前还曾担任旧金山湾区民权律师委员会的执行董事。2016年，西蒙被加利福尼亚州州长杰瑞·布朗任命为加利福尼亚州立大学董事会成员。
西蒙在2016年当选为旧金山湾区捷运董事会第七选区的代表。她参选的动机之一是因为她在法律意义上为盲人，无法驾车，致使其出行需要依赖湾区捷运。2020年，她当选为董事会主席。

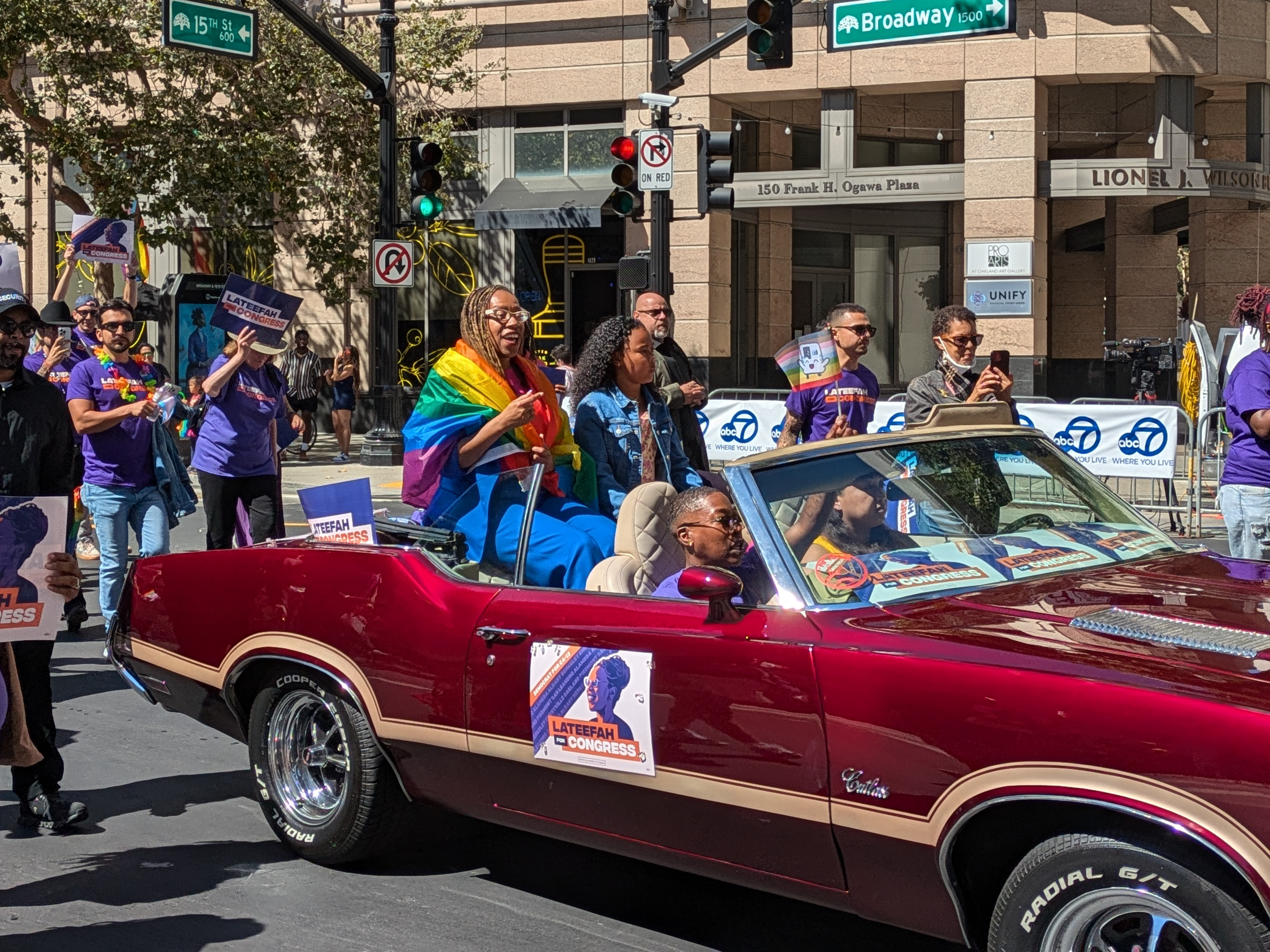
拉蒂法·西蒙在竞选国会议员期间参加奥克兰骄傲游行

2023年2月，西蒙宣布参选加利福尼亚州第十二国会选区的联邦众议员席位。该选区的现任议员芭芭拉·李没有寻求连任，转而参加2024年加利福尼亚州联邦参议院选举，但初选中遭淘汰。2023年11月2日，加州州长加文·纽森支持西蒙参选。

## 个人生活
西蒙是两个孩子的母亲，她的丈夫凯文·韦斯顿是知名记者和活动家，在2014年因白血病去世。她自认为是穆斯林。

## 选举历史
| 初選     | 初選               | 初選            | 初選    | 初選  |
| 政黨     | 政黨               | 候選人          | 投票數  | %     |
| -------- | ------------------ | --------------- | ------- | ----- |
|          | 民主党             | 拉蒂法·西蒙     | 86,031  | 55.9  |
|          | 民主党             | 詹妮弗·陈       | 22,999  | 14.9  |
|          | 民主党             | 托尼·戴索格     | 17,222  | 11.2  |
|          | 共和党             | 斯蒂芬·斯劳森   | 9,710   | 6.3   |
|          | 民主党             | 格伦·卡普兰     | 6,799   | 4.4   |
|          | 民主党             | 艾瑞克·威尔逊   | 4,252   | 2.8   |
|          | 民主党             | 阿卜杜勒·西克德 | 2,857   | 1.9   |
|          | 共和党             | 内德·纽尔格     | 2,535   | 1.6   |
|          | 民主党             | 安德烈·托德     | 1,632   | 1.1   |
| 合计     | 合计               | 合计            | 154,037 | 100.0 |
| 全民选举 |                    |                 |         |       |
|          | 民主党             | 拉蒂法·西蒙     | 185,176 | 65.4  |
|          | 民主党             | 詹妮弗·陈       | 97,849  | 34.6  |
| 合计     | 合计               | 合计            | 283,025 | 100.0 |
|          | 民主党保持既有席位 |                 |         |       |

## 奖项
- 2003年麦克阿瑟奖[7]
- 2007年杰斐逊奖[18]